# Konrad Hentschel

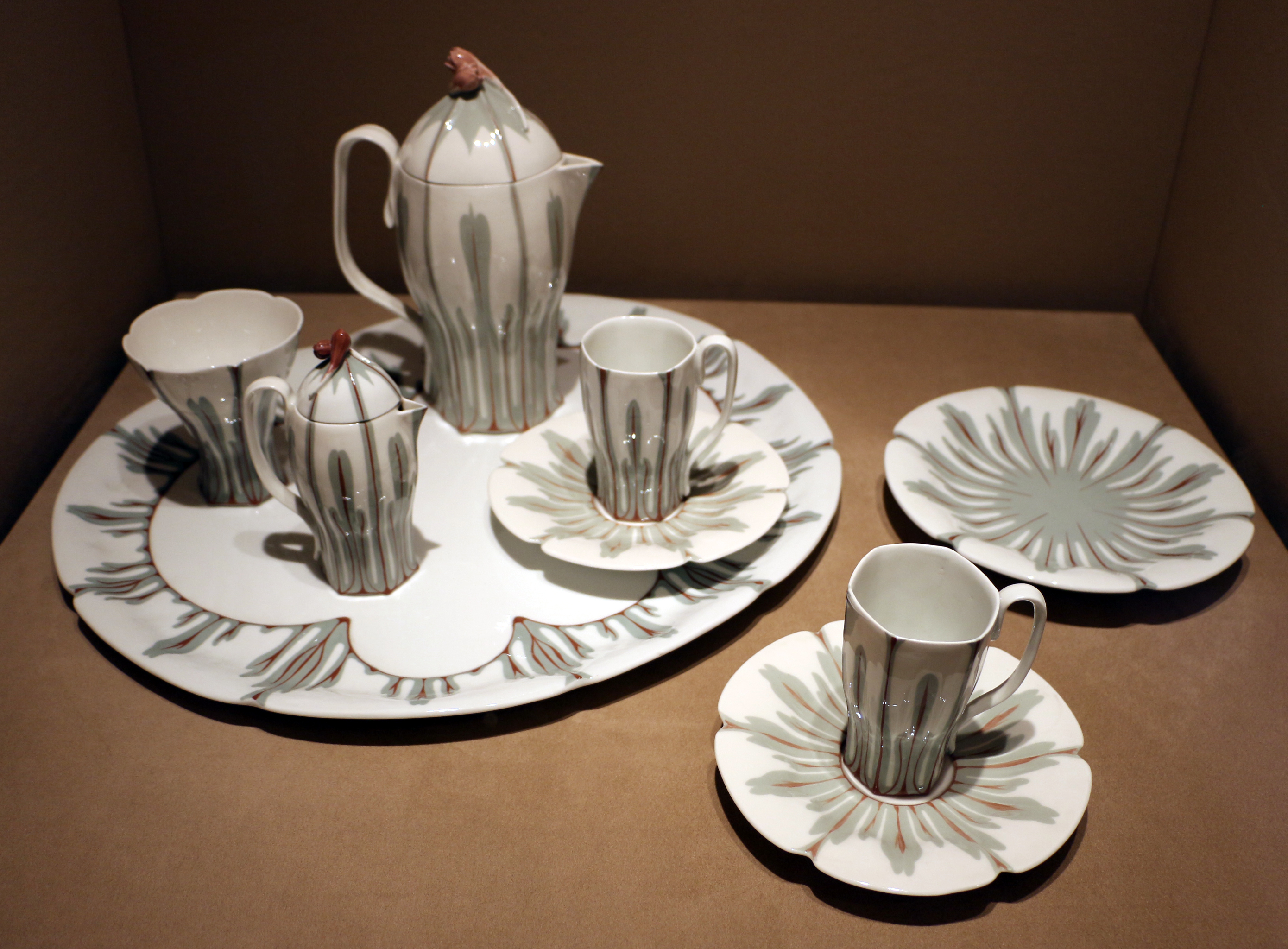
Krokus-Déjeuner, Meissen, 1896

Julius Konrad Hentschel (* 3. Juni 1872 in Cölln bei Meißen; † 9. Juli 1907 in Meißen) war einer der bedeutendsten Porzellanmodelleure des Meissener Jugendstils.

## Leben
Als Sohn des an der Entwicklung der Pâte-sur-Pâte-Technik in der Manufaktur maßgeblich beteiligten Julius Konrad Hentschel und als jüngerer Bruder des Porzellanmalers Hans Rudolph Hentschel besuchte er 1889 die Meissener Zeichenschule. Nach einem anschließenden Jahr als Bossierlehrling absolvierte er 1891 ein zweijähriges Studium an der Kunstakademie in München. 1894 kehrte er dann an die Meissener Manufaktur zurück, wo er für zwei Jahre als Bossierer tätig war. Als die Administration 1896 einen Wettbewerb zur Schaffung eines zeitgemäßen und billigen Déjeuners ausschrieb, entwarf der damals 24-Jährige mit seinem sogenannten „Krokus-Dejeuner“ das erste bedeutende Geschirrensemble des Jugendstils, welches auf der Pariser Weltausstellung im Jahr 1900 große Beachtung und auch Käufer fand. Noch im selben Jahr unternahm er eine Italienreise. Seine heutige Bekanntheit verdankt er vor allem den Arbeiten, die im Zuge seiner Tätigkeit als Modelleur der Meissener Porzellanmanufaktur ab dem 1. Juni 1897 entstanden. Neben anderen figürlichen Darstellungen erlangten besonders die nach ihm benannten Hentschel-Kinder, eine Serie von zwölf spielenden Kindern, nicht nur bei Sammlern einige Popularität. Abgesehen von einer zweijährigen Lehrtätigkeit an der Dresdener Kunstakademie (1899–1901) blieb er der Manufaktur Meissen bis zu seinem frühen Tod im Jahr 1907 als Modelleur erhalten.